# Eunidia sexplagiata
Eunidia sexplagiata är en skalbaggsart som beskrevs av Stefan von Breuning 1954. Eunidia sexplagiata ingår i släktet Eunidia och familjen långhorningar.
Artens utbredningsområde är Kenya. Inga underarter finns listade i Catalogue of Life.